# Programe de grafică 3D
Programele de grafică 3D sunt programe de calculator (pachete de software) utilizate la crearea de grafică în trei dimensiuni (3D). Fluxul de lucru constă de regulă din mai multe etape în care studiourile de grafică folosesc diverse programe pentru a crea obiecte 3D (de fapt doar obiecte virtuale sau modele programate ale obiectelor reale, 3D) pentru filme (cinema, TV, video) și jocuri de calculator. Alte programe sunt la rândul lor în stare să miște aceste obiecte pe ecran în mod realist, după necesități. Articolul de față prezintă doar o parte din pachetele software mai răspândite.
Animația 3D poate fi foarte dificilă, neintuitivă și greu de învățat; deseori, pentru atingerea unui nivel profesionist este nevoie de manuale de studiu sau chiar de un profesor specializat în domeniu. Majoritatea pachetelor high-end dispun și de versiuni simplificate gratuite, destinate familiarizării cu programul respectiv.

## Pachetele de top
Maya (de la Alias)  este o aplicație software destinată modelării grafice tridimensionale și animaței. Produsă de firma Alias, dar aflată acum în posesia firmei Autodesk Media & Entertainment. Este utilizată pe scară largă în producția efectelor speciale în cinematografie, în animație, cât și în producția jocurilor de calculator. Firma Autodesk Media & Entertainment a achiziționat acest program în octombrie 2005, după cumpărarea firmei Alias Systems Corporation.
Softimage|XSI (de la Avid) este deseori considerat principalul competitor al programului Maya, funcțiunile sale fiind similare cu acesta. Fanii celor două pachete discută în contradictoriu despre meritele fiecăruia din acestea. XSI a fost odată liderul în ce privște animația, dar a rămas în urmă față de Maya, la ora actuală încearcând să recâștige primul loc.
3D Studio Max (de la Autodesk), abreviat deseori 3DS Max, este programul de animație „nr. 1” pentru industria jocurilor video. Experții argumentează că este foarte bun la animația obiectelor cu un număr redus de poligoane, dar poate că cel mai mare atu al său pentru industria jocurilor video și de computer e rețeaua sa largă de asistență și numeroasele sale plug-in-uri. 3DS Max este totodată și cel mai scump dintre pachetele high-end, ajungând până la 3.500 $ SUA, comparat cu aproximativ 2.000 $ pentru celelalte. Din cauza prezenței sale în industria jocurilor video, este și un pachet popular printre hobbyiști.
LightWave 3D (NewTek) este un pachet 3D popular din cauza interfeței sale ușor de învățat; mulți artiști preferă mai degrabă acest pachet decât programele Maya sau 3DS Max, care sunt "mai tehnice". Are capabilități de modelare și de animație mai reduse comparat cu pachetele mai mari, dar cu tote acestea este utilizat pe scară largă în industria filmului.
Houdini (Side Effects Software) este un pachet high-end întâlnit și el deseori în studiourile de producție. Este utilizat de obicei la animarea efectelor speciale, mai degrabă decât a modelelor.
Cinema 4D (MAXON) este un pachet mai redus ca posibilități decât celelalte.  Principalul său atu este ușurința în utilizare de către artiștii fără vaste cunoștințe tehnice, pentru că evită complicata natură tehnică a celorlalte pachete. De exemplu funcția „BodyPaint”, unul dintre plug-in-urile populare, permite artiștilor să deseneze texturile direct pe suprafața modelelor.

## Alte pachete
Blender este un pachet software gratuit care conține mare parte din funcțiile pachetelor comerciale de top; este dezvoltat în mod activ sub licența GPL, după ce fostul lui proprietar, compania Not a Number Technologies, a dat faliment.
SketchUp este un pachet software detinut de firma Trimble. A fost dezvoltat de Google între anii 2006-2012. Notabilă este ușurința în folosire. Programul este distribuit în două versiuni: gratuit și profesional.
Art of Illusion este un alt pachet software dezvoltat sub licența GPL și programat în Java.
Wings 3D este un modelator minimal dezvoltat sub licența BSD. 
Carrara (Eovia) este un pachet 3D utilizat deseori la modelare.  
Bryce (DAZ productions) este cel mai renumit program de creare de peisaje, și unul dintre cele mai bune pachete de profil.  
modo, creat de dezvoltatori care au plecat de la compania NewTek, este un nou program de modelare, cu o abordare nouă. 
Anim8or este un alt pachet gratuit de randare și animație 3D.

## Software pentru alte scopuri decât animație
Swift3D este un pachet destinat transformării modelelor din formatele Lightwave sau 3DS Max în animații de tip Flash.
Programul Match moving este de obicei folosit la sincronizarea video live cu materialele video generate de computer, sincronizându-l cu mișcările camerei de luat vederi.
Poser este cel mai popular program pentru modelarea de persoane umane.
După producerea materialului video, studiourile îl editează sau îl compun cu ajutorul unor programe precum Adobe Premiere sau Apple Final Cut în eșalonul profesionist, sau cu Autodesk Combustion sau și Apple Shake în eșalonul de top.

## Motoare de randare
Programul RenderMan al firmei Pixar este cel mai răspândit motor de randare, fiind utilizat în numeroase studiouri. Pachetele de animație precum 3DS Max și Maya își pot livra outputul către RenderMan pentru ca acesta să facă randările necesare. 
mental ray este un alt motor de randare popular, inclus în majoritatea pachetelor high-end de la Autodesk. Pachetul mai contine si iray, un motor de randare bazat pe puterea de procesare a placilor video (GPU). Aceste doua motoare sunt create de Nvidia si sunt disponibile si pentru alte programe 3D cum ar fi: Cinema4D, Lightwave, Modo.
V-ray, creat de Chaos Group, este popular pentru viteza sa și pentru calcularea corectă a luminii. Poate fi utilizat pe orice sistem de operare și este disponibil pentru majoritatea programelor 3D. Versiunea 2.0 include RT (Real Time) și DR (Distribute Render) ce fac randarea mai rapidă și dau posibilitatea utilizatorului de a conecta alte terminale pentru a asista in procesul de randare.   
POV-Ray și YafRay sunt două dintre motoarele de randare gratuite.